# أليكساندر بيير
أليكساندر بيير هو لاعب كرة قدم هايتي وفرنسي في مركز حراسة المرمى، ولد في 25 فبراير 2001 في أوبارفيلييه في فرنسا.

## وصلات خارجية
- أليكساندر بيير على موقع قاعدة بيانات كرة القدم.إي يو (الإنجليزية)
- أليكساندر بيير على موقع ناشيونال فوتبول تيمز (الإنجليزية)
- أليكساندر بيير على موقع Soccerway.com (الإنجليزية)
- أليكساندر بيير على موقع عالم كرة القدم.نت (الإنجليزية)
- أليكساندر بيير على موقع GSA (الإنجليزية)